# Zenocentrotus
Genre
Zenocentrotus est un genre d'oursins réguliers de la famille des Echinometridae.

## Caractéristiques
Ce sont des oursins réguliers de forme canonique : test (coquille) plus ou moins globulaire, radioles (piquants) fines, pointues et de longueur moyenne (égale au rayon du test), symétrie pentaradiaire reliant la bouche située au centre de la face orale (inférieure) à l'anus situé à l'apex aboral (pôle supérieur).
Ce genre se distingue par certains caractéristiques squelettiques. Le test est légèrement elliptique vu du dessus. Son disque apical est hémicyclique, et ses ambulacres polygéminés avec 9 à 11 paires de pores par plaque ; sur l'espèce-type, elles sont disposées en doubles arcs. Chaque plaque porte un gros tubercule primaire qui l'occupe presque entièrement. Les plaques interambulacraires portent chacune un gros tubercule primaire pourvu d'un mamelon massif, et flanqué par de gros tubercules secondaires sur les plaques ambitales. Le péristome est elliptique, avec des encoches buccales peu prononcées. Les ambulacres formes des phyllodes sur la face orale. Les radioles sont robustes, à facettes, mesurent environ la moitié du diamètre du test. Les radioles secondaires sont aplaties.
Ce genre est apparu au Miocène, et persiste dans l'océan Pacifique, principalement aux îles Tonga, et à l'état de fossile en Australie.

## Liste d'espèces
Selon World Register of Marine Species (27 juin 2014) :
- Zenocentrotus kellersi A.H. Clark, 1931 (Espèce-type ; îles Tonga)
- Zenocentrotus paradoxus A.H. Clark, 1931 (îles Tonga)
- Zenocentrotus peregrinus Philip, 1965 † (Miocène d'Australie).

## Galerie

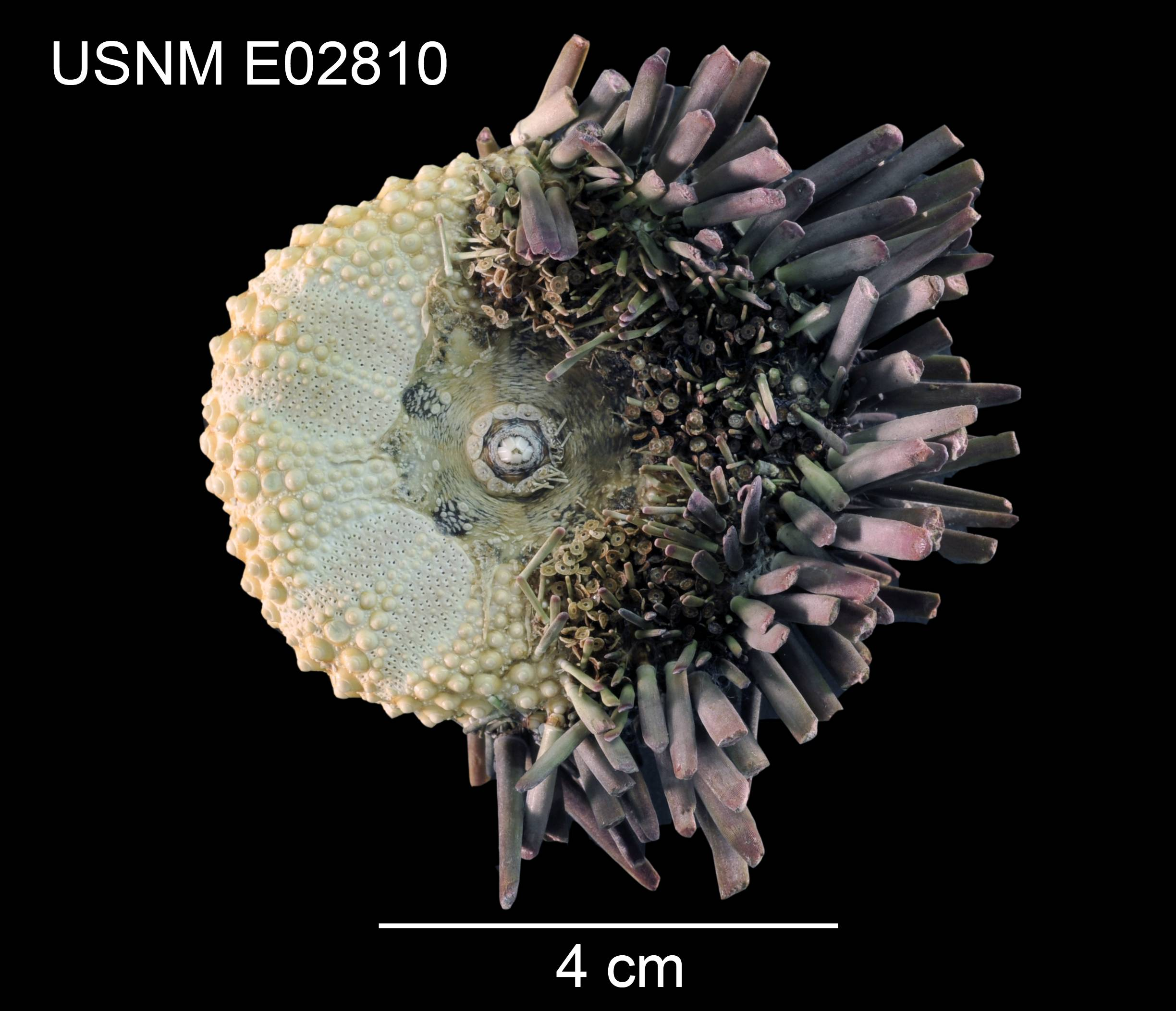
Zenocentrotus kellersi (profil).
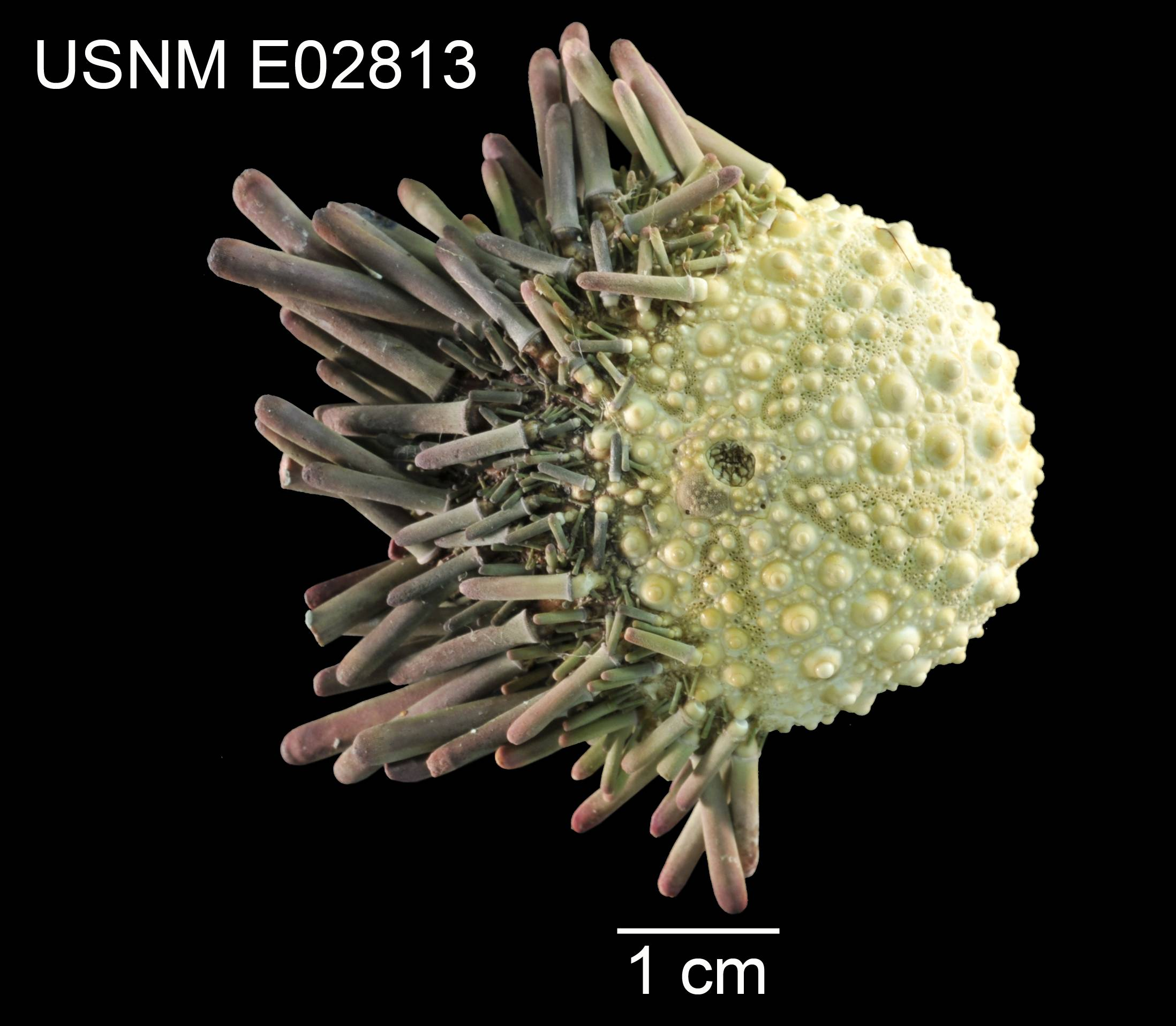
Zenocentrotus paradoxus.